# Frontière entre les Seychelles et la Tanzanie
La frontière entre les Seychelles et la Tanzanie est une frontière maritime de l'océan Indien, délimitant les zones économiques exclusives de ces deux pays.
La ligne de délimitation entre la zone économique exclusive et le plateau continental de la république unie de Tanzanie (Île Mafia) et la zone exclusive et le plateau continental de la république des Seychelles (Atoll Aldabra-Île Picard) est fondée sur l’équidistance, ce qui est conforme au droit international. La ligne est composée d’une série de lignes géodésiques reliant, dans l’ordre mentionné, les points ci-dessous, définis par leurs coordonnées géographiques :
- Point A 7°44’39.1003" S 43°16’13.8933" E
- Point 1 7°46’26.6364" S 43°15’43.8788" E
- Point 2 7°48’14.1717" S 43°15’13.8601" E
- Point 3 7°50’01.7063" S 43°14’43.8372" E
- Point 4 7°51’49.2402" S 43°14’13.8099" E
- Point 5 7°53’36.7733" S 43°13’43.7784" E
- Point 6 7°55’24.3056" S 43°13’13.7426" E
- Point 7 7°57’11.8372" S 43°12’43.7024" E
- Point 8 7°58’59.3681" S 43°12’13.6578" E
- Point 9 8°00’46.8981" S 43°11’43.6089" E

La frontière est extrêmement limitée car elle ne dépasse pas 0,5° de latitude